# Roko Mišlov
Roko Mišlov (Zara, 26 maggio 1988) è un calciatore croato, centrocampista dell'Hertha Wels.

## Caratteristiche tecniche
È un centrocampista centrale.